# Salacia godefroyana
Salacia godefroyana är en benvedsväxtart som beskrevs av Pierre. Salacia godefroyana ingår i släktet Salacia och familjen Celastraceae. Inga underarter finns listade.